# Vivaldi (webový prohlížeč)
Vivaldi je freewarový multiplatformní internetový prohlížeč, založený na vykreslovacím jádru Blink, vyvíjený firmou Vivaldi Technologies. Prohlížeč Vivaldi od počátku cílí především na náročné uživatele a uživatele „starého“ prohlížeče Opera 12. Vivaldi nabízí širokou škálu pokročilých funkcí a nástrojů pro přizpůsobení uživatelského rozhraní i vlastního procházení. Dostupný je zdarma z oficiálního webu vivaldi.com.

## Vivaldi Technologies
V čele firmy Vivaldi Technologies stojí bývalý CEO a zakladatel prohlížeče Opera Jon Stephenson von Tetzchner, který spolu s dalšími členy společnosti Opera Software ASA nesouhlasil s tím, jak se firma vyvíjela a jakým směrem směřoval vývoj prohlížeče Opera. Z tohoto důvodu spolu s Tatsuki Tomitou opustil Operu a založili firmu Vivaldi Technologies. Firma Vivaldi Technologies, kromě vývoje prohlížeče Vivaldi, poskytuje webovou platformu pro blogy, diskuzní fórum a vlastní webovou e-mailovou službu, vše zaměřené na prohlížeč Vivaldi. Motto prohlížeče zní „Prohlížeč pro naše přátele“ („A browser for our friends“).

## Historie
| Historie verzí Vivaldi | Historie verzí Vivaldi | Historie verzí Vivaldi |
| Verze                  | Datum vydání           | Novinky |
| ---------------------- | ---------------------- | --- |
| Technical Preview 1    | 27. leden 2015         | - Konfigurovatelná poloha listu - Stohování listu - Vizuální záložky - Obnovení uzavřeného listu - Konfigurovatelný boční panel - Správce a panel záložek - Více Speed Dials - Poznámky ze snímku obrazovky - Rychlé příkazy - Správce stahování - Činnosti stránky CSS a JS - Rychle vpřed a vzad - Zvětšení stránky - Blokování obrázků |
| Technical Preview 2    | 5. březen 2015         | - Připnutí listu - Prostorová navigace - Záložní panel |
| Technical Preview 3    | 28. duben 2015         | - Ovládání načítání obrázků - 40 Podporovaných jazyků - Nepřečtené listy - Automatická aktualizace - Dlaždicování |
| Technical Preview 4    | 16. červenec 2015      | - Tmavé rozhraní - Pohybové příkazy (gesta myší) - Přizpůsobení úvodní stránky - UI Zoom |
| Vivaldi Beta 1         | 3. listopad 2015       | - Nový generátor miniatur - Vylepšené listy - Geolokace - Třídění záložek - Soukromé prohlížení - Výběr více listů - Správce souborů cookie |
| Vivaldi Beta 2         | 18. prosinec 2015      | - Přesunout záložky mezi okny - Ztlumení listu - Oznámení HTML5 - Podpora Netflixu - Zrušit poznámky a záložky |
| Vivaldi Beta 3         | 4. březen 2016         | - Řízení relací - Hibernace listu - Přizpůsobit list Otevřít/Zavřít |
| Vivaldi 1.0            | 6. duben 2016          | - Klepnutím na aktivní list přepnete na předchozí list - Úvodní stránka - Návrhy vyhledávání |
| Vivaldi 1.1            | 26. duben 2016         | - Zavření více listů najednou - Vypnutí/zapnutí klávesových zkratek - Nastavení při zavření listu - Import záložek z Opery 12 |
| Vivaldi 1.2            | 2. červen 2016         | - Nastavitelná gesta myši - Vylepšení zavírání více listů najednou |
| Vivaldi 1.3            | 11. srpen 2016         | - Přizpůsobení UI - Výběr vlastních barev - Nastavení ochrany soukromí WebRTC IP |
| Vivaldi 1.4            | 8. září 2016           | - Plánování témat - Načtení uzavřených listů |
| Vivaldi 1.5            | 22. listopad 2016      | - Podpora žárovek Philips Hue - Rozšířené přetahování listů - Automatické snímky poznámek - Podpora Chromecastu - Režim čtečky - Delta aktualizace (Windows) |
| Vivaldi 1.6            | 15. prosinec 2016      | - Notifikace u listu - Přejmenování seskupených listů |
| Vivaldi 1.7            | 8. únor 2017           | - Snímky celé stránky - Přepínat viditelnost rozšíření - Ztlumit list |
| Vivaldi 1.8            | 29. březen 2017        | - Nová a pokročilá historie - Panel historie - Automatická aktualizace (Windows) - Přetažením textu vytvořit poznámku |
| Vivaldi 1.9            | 27. duben 2017         | - Nový vyhledávač Ecosia - Třídění poznámek - Možnost přesouvat rozšíření - Změnit adresář snímku obrazovky - Přístup k dříve odstraněným webových panelů - Tlačítko zachycení oblasti |
| Vivaldi 1.10           | 15. červen 2017        | - Vybrání obrázků v rychlém přístupu - Připnutí panelu nástrojů pro vývojáře - Třídění stahování - Stejné pozadí v rychlém přístupu jako na počítači (Windows 8+) |
| Vivaldi 1.11           | 10. srpen 2017         | - Pokročilé nastavení čtečky - Vypnutí GIF animací - Vylepšené nastavení pohybových příkazů - Nová ikona prohlížeče |
| Vivaldi 1.12           | 20. září 2017          | - Podrobné informace o obrázcích - Informace o stahování, řazení stahování podle typu - Nastavení sytosti barvy zdůraznění |
| Vivaldi 1.13           | 22. listopad 2017      | - Pokročilá správa otevřených listů - Vylepšení stahování (vč. možnosti pozastavit a navázat stahování) |
| Vivaldi 1.14           | 31. leden 2018         | - Překlopení čtečky - Markdown náhled poznámek - Možnost změny pořadí webových panelů a vyhledávačů |

## Funkce
Vivaldi má řadu vestavěných funkcí, které lze používat bez nutnosti instalovat jakákoliv rozšíření z externích zdrojů. Základní funkcionalitu lze však ještě rozšířit. Vivaldi plně podporuje rozšíření určená pro konkurenční prohlížeč Google Chrome.

### Přizpůsobitelné uživatelské rozhraní
Většinu lišt (včetně adresního řádku, panelu listů či záložek) lze skrýt, nebo přesunout na jiné místo. Je možné skrýt i celé uživatelské rozhraní. Lze si přizpůsobit velikost rozhraní, obecné zaoblení rohů jednotlivých prvků rozhraní a také barevné zobrazení. Vivaldi umožňuje nastavit si vlastní barevné motivy a měnit je ručně či automaticky na základě času.

### Postranní lišta
Jedna z hlavních funkcí staré Opery byl boční panel. Vivaldi nabízí stejnou funkci. Prostřednictvím postranní lišty lze získat přístup k záložkám, historii procházení, e-mailovému klientu (zatím není dostupný), kontaktům, poznámkám a seznamu stahovaných souborů. Lištu lze umístit do levé či do pravé části okna prohlížeče. Vivaldi nabízí také rychlý postranní přepínač pro zobrazení či skrytí lišty.

### Webové panely
Na postranní lištu je možné si přidat libovolnou webovou stránku, která se otevře v samostatném výsuvném panelu. Panely mohou mít různou šířku, taktéž je možné nastavit zobrazení klasické, tak i mobilní verze webu.

### Záložky a import
Vivaldi podporuje základní systém záložek a jejich import z ostatních prohlížečů.

### Rychlý přístup
Stejně jako stará Opera, Vivaldi podporuje funkci rychlého přístupu (speed dial). Tato funkce umožňuje uživateli rychlý přístup k odkazům na webové stránky, přičemž odkazy jsou uspořádány dlaždicově na úvodní stránce, která je dostupná při otevření nového listu. Úvodní stránka může obsahovat několik rychlých přístupů, včetně adresářů.

### Seskupování listů
Jedna z předních funkcí prohlížeče. Pomocí této funkce lze ušetřit místo v panelu listů tím, že si seskupíte některé listy dohromady.

### Dlaždicování
Libovolný výběr 2 a více listů (webových stránek) si lze zobrazit vedle sebe, pod sebe či jako mřížku. V jediném okně prohlížeče lze tedy zároveň zobrazit několik stránek.

### Zachycení obrazovky
Prohlížeč umožňuje pořizovat snímky části či celých webových stránek. Snímky jsou ukládány dle výběru buď do schránky nebo do souboru.